# نخستین حساسیت (خنیا)
نخستین حساسیت (به انگلیسی: First Sensibility) نخستین آلبوم استودیویی توسط گروه موسیقی پاپ مردانه کره جنوبی بی. ای. پی است. این آلبوم در ۳ فوریه، ۲۰۱۴ تحت عنوان تی‌اس انترتینمنت منتشر شد. این آلبوم از تک آهنگ "۱۰۰۴ (فرشته)" برخوردار است.

## فهرست ترانه‌های
| شماره | نام                   | سراینده                                                   | آهنگساز                                     | مدت   |
| ----- | --------------------- | --------------------------------------------------------- | ------------------------------------------- | ----- |
| ۱.    | «بی. ای. پی (اینترو)» | لیم سنگ هیوک، اسلیپی، سون یانگ‌جین، بانگ یونگ‌گوک           | لیم سنگ هیوک، اسلیپی، سون یانگ‌جین           | ۰۱:۲۸ |
| ۲.    | «۱۰۰۴ (فرشته)»        | کانگ جی وون، کیم کیبوم، بانگ یونگ‌گوک                      | کانگ جی وون، کیم کیبوم                      | ۰۳:۲۵ |
| ۳.    | «쉽죠 (ترجمه: آسان)»  | لیم سنگ هیوک، اسلیپی، سون یانگ‌جین، کیم تهئو، بانگ یونگ‌گوک | لیم سنگ هیوک، اسلیپی، سون یانگ‌جین، کیم تهئو | ۰۳:۳۶ |
| ۴.    | «جاسوس»               | پارک سوسئوک، آی‌نوو، بانگ یونگ‌گوک                          | پارک سوسئوک، آی‌نوو                          | ۰۳:۰۸ |
| ۵.    | «بررسی کن»            | جئون داون، دی.اکشن، بانگ یونگ‌گوک                          | جئون داون، دی.اکشن                          | ۰۳:۰۶ |
| ۶.    | «بانوی سایه دار»      | پارک سوسئوک، آی‌نوو، بانگ یونگ‌گوک                          | پارک سوسئوک                                 | ۰۳:۴۶ |
| ۷.    | «دلباخته»             | کانگ جی وون، کیم کیبوم، بانگ یونگ‌گوک                      | کانگ جی وون، کیم کیبوم                      | ۰۳:۲۸ |
| ۸.    | «بنگ اکس‌تو»           | جئون داون، بانگ یونگ‌گوک                                   | جئون داون                                   | ۰۳:۲۶ |
| ۹.    | «اس.ان.اس»            | مارکو، بانگ یونگ‌گوک                                       | مارکو                                       | ۰۳:۲۹ |
| ۱۰.   | «بدن و روح»           | مارکو، بانگ یونگ‌گوک                                       | مارکو                                       | ۰۳:۴۷ |
| ۱۱.   | «نجاتم بده»           | پارک سوسئوک، آی‌نوو، بانگ یونگ‌گوک                          | پارک سوسئوک                                 | ۰۳:۳۹ |
| ۱۲.   | «عزیزم»               | مارکو، بانگ یونگ‌گوک                                       | مارکو                                       | ۰۳:۳۷ |
| ۱۳.   | «با تو»               | کانگ جی وون، کیم کیبوم، بانگ یونگ‌گوک                      | کانگ جی وون، کیم کیبوم                      | ۰۴:۰۷ |